# Temple de Belahan

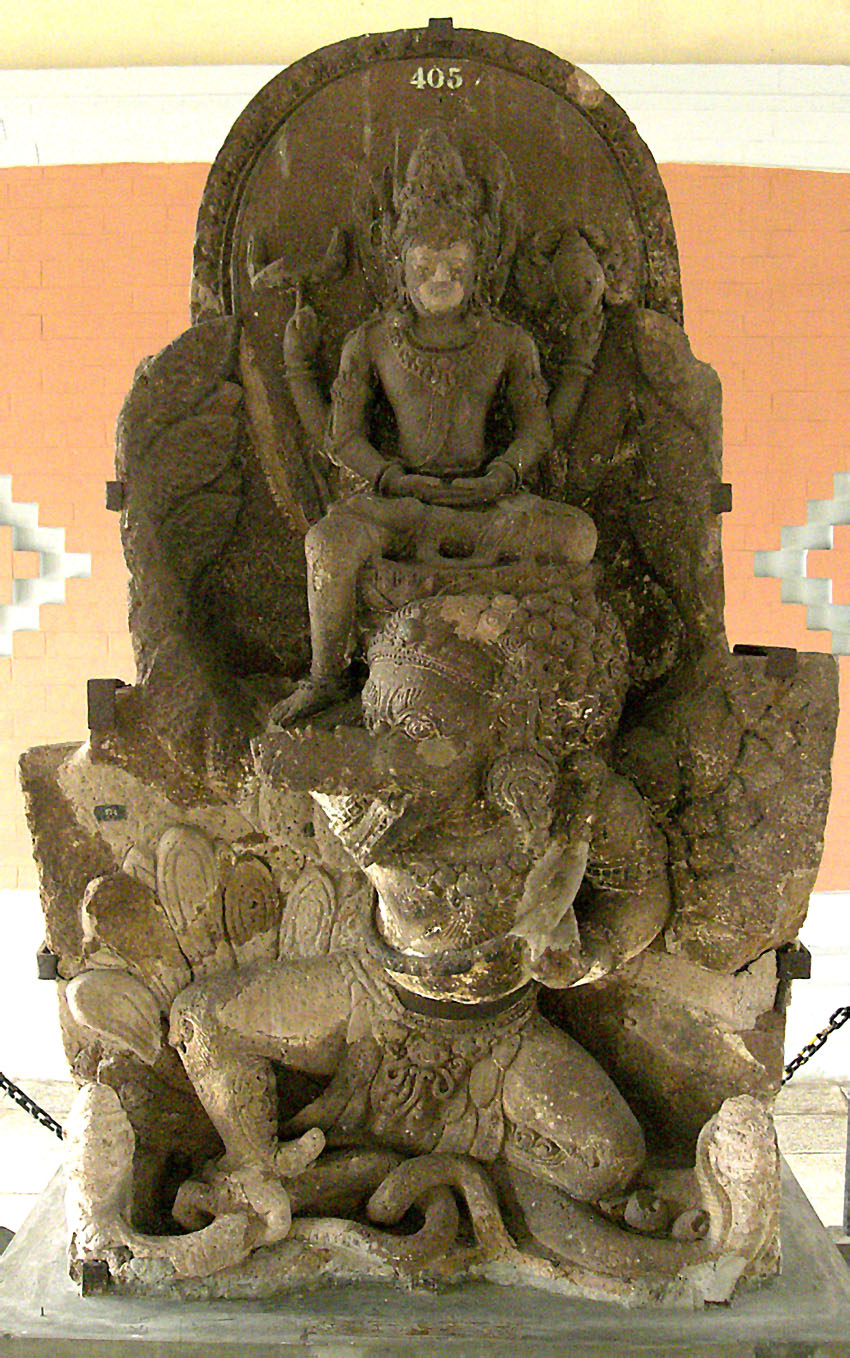
Statue représentant Airlangga chevauchant Garuda, provenant de Belahan

Le temple de Belahan se trouve dans le village de Wonosonyo, dans le kabupaten de  Pasuruan, dans la province de Java oriental en Indonésie. Il est situé dans la région du mont Penanggungan.
Ce temple possède un bassin considéré comme sacré. Selon la tradition, Belahan est le lieu où le roi Airlangga aurait été inhumé. On y trouve une statue censée le représenter chevauchant Garuda, le roi des aigles dans la mythologie hindoue.
Une autre statue dans le temple sert de fontaine et représente une femme. De l'eau de source coule à travers sa poitrine. 